# Possession-Island-Nationalpark
Der Possession-Island-Nationalpark (engl.: Possession Island National Park) ist ein Nationalpark in äußersten Norden des australischen Bundesstaates Queensland. Die kleine Insel liegt 17 Kilometer südwestlich von Kap York, der Nordspitze der Kap-York-Halbinsel und gehört zur Gruppe der Torres-Strait-Inseln.
Zum Nationalpark gehören die beiden Inseln Possession Island mit einer Fläche von 503 Hektar und Eborac Island mit einer Fläche von 5 Hektar. Eborac Island liegt etwa einen Kilometer nördlich des Kap York.

## Geschichte
Die Inseln wurden vom dort ursprünglich souverän lebenden Aboriginesstamm der Kaurareg als Bedanug oder Bedhan Lag bezeichnet. Während seiner ersten Entdeckungsreise segelte James Cook entlang der Ostküste Australiens nach Norden, wobei er auch an der Botany Bay anlegte. Als er die Nordspitze von Queensland erreichte, landete er auch auf Possession Island und gab der Insel ihren Namen. Dies geschah kurz vor Sonnenuntergang am 22. August 1770. Cook erklärte im Namen seines Königs Georg III. die Küste zum britischen Territorium.
Er berichtete in seinem Tagebuch:

„Notwithstand[ing] I had in the Name of His Majesty taken possession of several places upon this coast, I now once more hoisted English Coulers and in the Name of His Majesty King George the Third took possession of the whole Eastern Coast (...) by the name New South Wales, together with all the Bays, Harbours Rivers and Islands situate upon the said coast, after which we fired three Volleys of small Arms which were Answered by the like number from the Ship.“

„Obgleich ich im Namen seiner Majestät schon verschiedene Plätze an dieser Küste in Besitz genommen hatte, hisste ich nun erneut die englischen Farben und nahm im Namen seiner Majestät, König Georg III., die gesamte Ostküste (…) unter dem Namen „New South Wales“ zusammen mit allen Buchten, Häfen, Flüssen und Inseln an der genannten Küste in Besitz, woraufhin wir drei  Gewehrsalven abfeuerten, die mit der gleichen Anzahl von Salven vom Schiff beantwortet wurden.“

1977 wurden Possession Island und Eborac Island zum Nationalpark erklärt. 1988 wurde auf Possession Island ein Denkmal für die Landnahme durch Captain Cook errichtet.
2001 setzten die Kaurareg erfolgreich ihren Besitzanspruch auf die Insel sowie weitere nahe gelegene Inseln durch.

## Flora
Die Inseln sind mit lichtem Eukalyptuswald (Corymbia) sowie niedrigen Akazien und Myrtenheiden bewachsen. Dazwischen gibt es verstreut Heide- und Tussockgrasland. Immergrünen Regenwald findet man in den meisten Tälern und an feuchten Hängen.

## Einrichtungen und Zufahrt
Auf Eborac Island wurde ein Leuchtturm errichtet, der wichtig für den Schiffsverkehr in der Torres-Straße ist. Zelten ist im Nationalpark nicht gestattet.
Die Inseln können mit Privat- oder Charterbooten von der nächstgelegenen Siedlung Seisa aus erreicht werden. Seisa liegt fast am Nordende der Telegraph Road.